# 塙忠韶
塙 忠韶（はなわ ただつぐ、1832年 - 1918年）は幕末から明治時代に活躍した国学者である。初名は保忠。通称は敬太郎、太郎。

## 履歴
天保3年(1832)江戸に、国学者塙忠宝の子として誕生。
忠宝が、尊王攘夷の志士であった伊藤博文と山尾庸三によって暗殺されたため家督を継ぎ、幕府の勘定格,和学講談所付を歴任。
維新後は任を解かれたが、のち明治政府から召しだされ大学少助教に任ぜられ、文部小助教、租税寮十二等出仕、修史局御用掛を歴任する。